# Johann Lehrmann
Johann Joachim August Lehrmann (* 1. Mai 1816 in Hamburg; † 13. Dezember 1876 ebenda) war ein Hamburger Klempnermeister und Politiker.

## Leben
Von 1865 bis 1871 gehörte Lehrmann der Hamburgischen Bürgerschaft an.

## Quelle
Mitgliederverzeichnis der Hamburgischen Bürgerschaft 1859 bis 1959 – Kurzbiographien. Zusammengestellt und bearbeitet von Franz Th. Mönckeberg. Gebundenes Schreibmaschinenmanuskript;  Nr. 954
| Personendaten    | Personendaten                                        |
| ---------------- | ---------------------------------------------------- |
| NAME             | Lehrmann, Johann                                     |
| ALTERNATIVNAMEN  | Lehrmann, Johann Joachim August (vollständiger Name) |
| KURZBESCHREIBUNG | deutscher Politiker, MdHB                            |
| GEBURTSDATUM     | 1. Mai 1816                                          |
| GEBURTSORT       | Hamburg                                              |
| STERBEDATUM      | 13. Dezember 1876                                    |
| STERBEORT        | Hamburg                                              |